# Охтирський український робітничо-колгоспний пересувний театр імені Т. Г. Шевченка
Охтирський український робітничо-колгоспний пересувний театр імені Т. Г. Шевченка — український театр, заснований в Охтирці, що діяв 1930—1945 років.

## Загальні відомості
Театр створений у грудні 1930 в Охтирці на Харківщині (з 1939 — Сумська область) як Другий пересувний робітничо-селянський театр ім. Василя Еллана-Блакитного.
1933 отримав назву «Робітничо-колгоспний пересувний театр імені Т. Г. Шевченка».
1941—1943 років театр виступав в Казахстані. Ставив спектаклі попередніх років, а також «Пошились у дурні» М. Кропивницького, «Безталанна» І. Карпенка-Карого, літературно-музичні композиції «У бій», «Ні кроку назад!», «Червона Армія наступає» А. Тельнюва.
У січні 1944, повернувшись до Охтирки, театр відкрив сезон виставами «Навала» Л. Леонова і «Російські люди» К. Симонова.
1945 року театр переведено на Тернопільщину, реорганізовано в Тернопільський український музично-драматичний театр імені Т. Г. Шевченка.
1948 року частина акторів повернулась до Охтирки, де влилася до колективу драмтеатру РБК. Повернулися Яків Акимович Майтюренко, Ольга Федорівна Рєзникова, А. Тєльнов. 1959 року театру, очолюваному Я. Майтюренко було одному з перших в країні присвоєно звання «Самодіяльний народний».

## Трупа
- Коваль А. Я. (актор і художній керівник)
- Шнейдерман Е. Л. (режисер)
- Кулик В. О. (художник)
- Полтавка Н.
- Галайда К. К.
- Коляда А. П.
- Матковський Ф. С.
- Бистровський В. (актор, а згодом і художник театру)
- Слуцька Г. М.
- Фоменко П. Г.
- Ларіна М. Г.
- Капуста В.
- Лисак П.
- Лисак В. Г.
- Хмельницька В. В.
- Майтюренко Я. А.
- Березовська Л. К.
- Зінякова Т. М.
- Мартем'янова А. І.
- Сластіна Н. Ф.
- Даниленко І. М.
- Орловська С. П.
- Потапенко Т. Д.
- Попов А. В.
- Батрак Д. С.
- Литвиненко П. М. (концертмейстер)
- Поляков Д. Г. (бутафор-реквізитор)
- Рєзникова О. Ф. (актриса, зав. муз. частиною)
- Коник М.
- Голець Г. І.
- Голець М. А.
- Козачук К. Ф.[3]

## Репертуар
- «Назар Стодоля» Т. Шевченка
- «Маруся Богуславка» М. Старицького
- «Дай серцю волю, заведе в неволю» М. Кропивницького
- «Лісова пісня» Лесі Українки (постановник вистави М. Терещенко)
- «Платон Кречет» О. Корнійчука[4]
- «Дума про Британку» Ю. Яновського
- «Останні» М. Горького
- «Чужа дитина» В. Шкваркіна
- «Чудесний сплав» В. Кіршона
- «Шестеро любимих» О. Арбузова
- «Любов Ярова» К. Треньова